# Ionolyce javanica
Ionolyce javanica är en fjärilsart som beskrevs av Lambertus Johannes Toxopeus 1929. Ionolyce javanica ingår i släktet Ionolyce och familjen juvelvingar. Inga underarter finns listade i Catalogue of Life.